# 한윤희
한윤희(1980년 12월 31일 ~ )는 대한민국의 연기자,광고모델이다.
키는 170cm이다. LG 생활건강 화장품모델 선발대회 수상으로 데뷔하였으며, 중앙대학교 예술대학원에서 공연영상학 석사과정을 졸업헸다.

## 경력
- LG생활건강 전속모델
- LG뜨레아화장품 전속모델
- 아시아나항공 국제선승무원

## 수상
- LG TREA 화장품 MISANN 모델 선발대회 은상